# Folke Alnevik
Arvid Folke Alnevik (Arbrå, 31 dicembre 1919 – Gävle, 17 agosto 2020) è stato un velocista svedese, specializzato nei 400 metri piani.
Vinse un bronzo alle Olimpiadi.

## Palmarès
- Giochi olimpici

Londra 1948: bronzo nella staffetta 4×400 metri.
- Europei

Oslo 1946: bronzo nella staffetta 4×400 metri.